# Ribeira de Palheiros
Ribeira de Palheiros é uma aldeia pertencente a freguesia portuguesa de Miragaia concelho da Lourinhã
O seu nome deve-se a ser um lugar com muitos palheiros em redor de uma ribeira. Localiza-se a 8 km da Lourinhã é uma localidade em crescimento, onde as principais actividades são a agroindústria, a avicultura, a suinicultura.
Como festejos existiam Romaria do Sírio, ao Senhor Jesus do Carvalhal no terceiro domingo de Junho, em honra de uma promessa já muito antiga, e também a Festa em Honra de Nossa Senhora da Piedade no último domingo de Julho.